# Maya Deren
Maya Deren, pseudonimo di Eleanora Derenkovskaja (in ucraino Елеоно́ра Деренко́вська?; Kiev, 12 maggio 1917 – New York, 13 ottobre 1961), è stata una regista ucraina naturalizzata statunitense, attiva negli anni quaranta e anni cinquanta del XX secolo.

## Biografia

### Infanzia e formazione
Maya Deren nacque il 12 maggio 1917 a Kiev pochi mesi prima dello scoppio della rivoluzione d'ottobre, in una famiglia ebrea benestante. Entrambi i genitori di Elin'ka erano persone di grande cultura, e in particolare il padre era uno psichiatra allievo di Pavlov. Le allusioni psicoanalitiche che affiorano nelle opere di Maya Deren sono in parte dovute all'influenza dell'ambiente familiare; la stessa Eleonora si definisce un'escrescenza della mente paterna.
Le simpatie trotskijste del padre e il crescente timore di rappresaglie antisemite indussero i Derenkovskij a lasciare l'Unione Sovietica nel 1922 per trasferirsi a Syracuse, New York, negli Stati Uniti. I Derenkovskij ottennero la cittadinanza statunitense nel 1928, adottando il cognome di Deren.
Deren studiò giornalismo e scienze politiche alla Syracuse University. A partire dalla metà degli anni trenta, cominciò a frequentare i movimenti socialisti newyorkesi, sviluppando le forti convinzioni femministe che ritroviamo anche nelle sue opere. Contemporaneamente cominciò a interessarsi alla scena dell'avanguardia, legata soprattutto alle suggestioni provenienti dal surrealismo francese. Sposò un compagno di studi, Gregory Bardacke, che era anche un attivista di sinistra. Nel 1939 si laureò in letteratura inglese allo Smith College, e divorziò da Bardacke.

### I film degli esordi
Negli anni trenta e quaranta Maya Deren si dedicò anche alla danza, compiendo una tournée nazionale con la compagnia della ballerina e antropologa afro-americana Katherine Dunham. Insieme a questa compagnia si trasferì a Hollywood all'inizio degli anni '40, dove conobbe il regista cecoslovacco espatriato Alexander Hamid, detto Sasha. I due si sposarono nel 1942, e si trasferirono a New York nel 1943. La danza è una forma di espressione artistica che, anche nei successivi sviluppi della sua attività di cineasta, rimarrà una delle passioni e degli interessi principali di Deren. Anche negli anni della maturità, amerà esibirsi in pubblico durante i party organizzati dai circoli di intellettuali di New York.
All'inizio degli anni '40, usando parte dell'eredità paterna, Deren acquistò di seconda mano la sua prima cinepresa, una Bolex 16mm, che usò per girare il suo primo film, Meshes of the Afternoon (1943). A tale proposito Dominique Nouguez ha scritto che tale opera poco innova rispetto a Buñuel e Cocteau, e che ciò che resta di più innovativo è la modestia visibile dei mezzi. Tale giudizio è riportato in una scheda di Cahiers du cinéma dedicata ad un altro film della regista, At Land, meno conosciuto rispetto all'opera di esordio, ma che viene adottato dalla rivista quale appartenente a una storia del cinema diversa. Dell'opera della Deren troviamo echi in David Lynch e in Ingmar Bergman, la cui partita a scacchi del Settimo sigillo sembra ispirata proprio  a quella delle tre donne sulla spiaggia di At Land. Meshes of the Afternoon è considerato una delle pellicole più influenti della storia del cinema statunitense.
Nello stesso anno, Eleanora adottò lo pseudonimo di Maya che Arthur Schopenhauer intendeva come illusivo binomio tra realtà e sua rappresentazione, vettori che percorrono trasversalmente la carriera dereniana. Il nome "Maya" si riferisce inoltre all'omonima divinità indù e alla madre del Buddha, in questo periodo i coniugi Hammid si avvicinano alla fede buddhista, la lettura del The tibetan book of Dead influenza molte delle scelte stilistiche di Meshes of the Afternoon come la famosa figura in nero con il volto di specchio che ellitticamente ritorna nel corso del film o la "doppia soggettiva" dello specchio con Sasha, è nota pratica buddhista di depersonalizzazione l'osservare il mondo attraverso la realtà filtrata dello specchio, ancora una volta realtà e sua rappresentazione, che così diventano vettori trasversali a tutta la carriera dereniana. Un nome decisamente metacinematografico.
Hamid contribuì alla realizzazione di Meshes of the Afternoon, in cui recitò insieme alla stessa Deren. La loro unione durò solo alcuni anni. Hamid in seguito si sposò con Hella Hamon, un'amica comune della coppia, che aveva contribuito alla realizzazione del secondo film di Deren, At Land (1944). Meshes of the Afternoon procurò alla sua autrice una certa notorietà presso i circoli dell'avanguardia newyorkese gravitanti intorno al Greenwich Village. In quegli anni Deren ebbe modo di conoscere e frequentare intellettuali come la scrittrice Anaïs Nin, l'artista Marcel Duchamp, il compositore John Cage e il filosofo Gregory Bateson, al quale si legò anche sentimentalmente per un breve periodo.
Il suo secondo film, At Land, fu realizzato nel 1944, sempre in 16mm.
Le prime due pellicole di Deren sono caratterizzate da un uso poetico delle immagini, legate tra loro non secondo criteri (crono)logici, ma simbolici e associativi. In esse si può scorgere l'influsso degli autori del Surrealismo, come Luis Buñuel e Jean Cocteau. A breve seguirono A Study in Choreography for Camera (1945) e Ritual in Transfigured Time (1946) con la partecipazione di Anaïs Nin e le performance dei danzatori Rita Christiani e Frank Westbrook.

### L'interesse per il vudù
Nel 1946, Deren ottenne una borsa di studio Guggenheim. Il premio, frutto anche delle raccomandazioni di Bateson e di altri sodali della Deren, rappresenta il primo caso di assegnazione della borsa a un regista. L'anno successivo divorziò dal marito, il quale sposò nel 1948 la fotografa tedesca Hella Hammid, nata Heyman, che già aveva lavorato come fotografa di scena in alcuni dei cortometraggi della Deren.
Deren usò i soldi della borsa per compiere un viaggio a Haiti, dove ebbe modo di studiare sul campo la cultura Vudù e i suoi riti. Tra il 1946 e il 1954 compì tre lunghi viaggi nell'isola, raccogliendo numerose ore di materiale filmato sui riti locali, in particolar modo quelli legati alle performance di possessione. Scrisse anche un libro, in collaborazione con Joseph Campbell, Divine Horsemen: The Living Gods of Haiti (poi ripubblicato col titolo The Voodoo Gods, trad.it. I cavalieri divini del vudù, Il Saggiatore, 2018), che ancora oggi è considerato tra i meglio documentati sull'argomento.
L'interesse di Deren per il Vudù andò sempre più approfondendosi, e si trasformò infine in una vera e propria adesione ai principi spirituali di questa religione. Durante i suoi soggiorni a Haiti, Deren prese a partecipare attivamente alle cerimonie e le fu assegnato uno spirito-guida, identificato nella dea dell'amore, Erzulie.

### Gli ultimi anni
Nel corso degli anni cinquanta, tornata a New York, Deren prese a condurre una vita piuttosto precaria. Da un lato cominciò a organizzare performance di musiche e riti Vudù, spesso accompagnandole a proiezioni dei suoi film, o a conferenze sull'argomento; dall'altro continuò le sue ricerche filmiche sulla danza. Il risultato finale può essere considerato The Very Eye of Night, in cui la Deren profuse buona parte delle sue energie e convinzioni estetiche. Il film fu segnato da grosse difficoltà produttive (dovute in gran parte a carenza cronica di fondi) e fu completato solo nel 1955 (dopo circa 3 anni di lavorazione) e distribuito nel 1959.
Sempre negli anni cinquanta Deren ebbe modo di conoscere intellettuali come il poeta James Merrill e il giovane regista Stan Brakhage, che di Deren si è sempre considerato idealmente un discepolo.
Nel 1952 Deren conobbe e si legò sentimentalmente al compositore giapponese Teiji Itō, figlio di una sua amica ballerina, più giovane di lei di 18 anni. Itō realizzò la colonna sonora di diversi suoi film, tra cui Meshes of the Afternoon. I due si sposarono infine nel 1960, dopo una lunga convivenza.
La Deren morì nel 1961 a seguito di un'emorragia cerebrale, Itō era al suo capezzale. Si suppone che la causa principale della sua morte prematura sia stata l'aggravarsi dello stato di debilitazione in cui si trovava. Pare infatti che a causa delle privazioni economiche e delle difficoltà incontrate nella produzione dei suoi film, la Deren versasse in una grave condizione di denutrizione e di prostrazione psicologica. Condizione aggravata dall'eccentrico comportamento della regista, in gran parte frutto delle sue credenze legate al Vudù, e dai cocktail di psicofarmaci e amfetamine di cui era diventata dipendente.

### Opere postume
Dopo la sua morte, gli amici e collaboratori curarono il completamento delle opere rimaste incompiute. Uno degli interventi più significativi sull'opera postuma della regista è il montaggio del materiale filmato a Haiti in un lungometraggio dal titolo Divine Horsemen: The Living Gods of Haiti.

## Filmografia

### Regista
- Meshes of the Afternoon - cortometraggio (1943)
- The Witch's Cradle - cortometraggio incompiuto (1943)
- At Land - cortometraggio (1944)
- A Study in Choreography for Camera - cortometraggio (1945)
- The Private Life of a Cat, coregia con Alexander Hamid - cortometraggio (1945)
- Ritual in Transfigured Time - cortometraggio (1946)
- Meditation on Violence - cortometraggio (1948)
- Medusa - cortometraggio incompiuto (1949)
- Ensemble for Somnambulists - cortometraggio incompiuto (1951)
- The Very Eye of Night - cortometraggio (1958)
- Season of Strangers - incompiuto (1959)
- Divine Horsemen: The Living Gods of Haiti, coregia con Cherel Ito e Teiji Ito - documentario (1985)[5]

### Documentari su Maya Deren
- Invocation: Maya Deren, regia di Jo Ann Kaplan (1987)
- Im Spiegel der Maya Deren, regia di Martina Kudláček (2001)

## Discografia
Album
- 1953 - Voices of Haiti